# Грир, Эндрю Шон
Э́ндрю Шо́н Гри́р (англ. Andrew Sean Greer; род. 21 ноября 1970, Вашингтон, США) — американский писатель, автор романов «Исповедь Макса Тиволи» (2004), «История брака» (2008) и «Лишь» (2017). Лауреат Пулитцеровской премии за 2018 год в номинации «Лучшая художественная книга».

## Биография

### Личная жизнь
Родился 21 ноября 1970 года в Вашингтоне. Оба его родителя занимались наукой. Вырос в городе Роквилл в штате Мэриленд. Окончил Джорджтаунскую дневную школу и Университет Брауна, где учился у Роберта Кувера и Эдмунда Уайта и служил в качестве вступительного спикера. Преподавал в Свободном университете в Берлине. Вёл литературный семинар в штате Айова. В настоящее время живёт и работает на вилле писателей под Флоренцией.
Эндрю Шон Грир — открытый гомосексуал. С 2002 года он состоит в отношениях с консультантом по управлению в сфере технологий Дэвидом Россом. У писателя есть брат-близнец — журналист Майкл Грир, который является гетеросексуалом, женат и имеет сына.

### Творческая деятельность
Малая проза Грира печаталась в журналах «Эксвайр», «Пэрис ревью», «Нью-Йоркер» и других американских периодических изданиях. Он стал одним из двадцати трёх современных американских писателей, чей рассказ «Ньтоновы фитили» вошёл в антологию «Книга разных людей» (2008). Другой рассказ писателя «Тьма» вошёл в антологию премии O.Генри в 2009 году.
Его третий роман «Признания Макса Тиволи» был издан в 2004 году и стал бестселлером. В статье для «Нью-Йоркера» Джон Апдайк назвал его «очаровательным, в благоухающим разочарованием, утонченном стиле, характерным для творчества Пруста и Набокова».
Четвертая книга Грира «История брака» вышла в 2008 году. В рецензии «Нью-Йорк таймс» о книге было сказано: «Мистер Грир без проблем справляется с хореографией запутанного повествования, которое достоверно говорит о стремлениях и желаниях его персонажей». В рецензии в «Вашингтон пост» роман был назван «вдумчивым, сложным и изысканно написанным». Два других романа писателя — «Невозможная жизнь Греты Уэллс» и «Лишь» были опубликованы в 2013 и 2017 годах соответственно. За роман «Лишь» Грир в 2018 году получил Пулитцеровскую премию.

## Сочинения

### Романы
- «Лишь» (англ. Less, 2017);
- «Невозможные жизни Греты Уэллс» (англ. The Impossible Lives of Greta Wells, 2013);
- «История брака» (англ. The Story of a Marriage, 2008);
- «Признания Макса Тиволи» (англ. The Confessions of Max Tivoli, 2004);
- «Путь малых планет» (англ. The Path of Minor Planets, 2001).

### Малая проза
- «Баллада о Перли Кук» (англ. The ballad of Pearlie Cook, 2009);
- «Как это было для меня» (англ. How It Was for Me, 2000).

## Награды
- Книжная премия Северной Калифорнии.
- Калифорнийская книжная премия.
- Премия «Молодые львы» от Публичной библиотеки Нью-Йорка.
- Стипендии от Национального фонда искусств и Публичной библиотеки Нью-Йорка.
- Премия О. Генри.
- Премия Фернанды Пивано за американскую литературу в Италии (2014).
- Премия Боттари Латтес Гриндзане (2014).
- Пулитцеровская премия (2018).
- Литературная премия Пен Окленд Джозефин Майлз (2018).